# Rio Vitorino
O rio Vitorino  é um curso de água que banha o estado do Paraná. Nasce na cidade de Vitorino, na localidade de Santo Antônio e desagua no rio Chopin na cidade de Itapejara d'Oeste, na localidade de Barra do Vitorino.
Em 7 de outubro de 2005, foi registrada uma das maiores cheias do rio Vitorino, que desabrigou vários moradores da cidade de Vitorino, principalmente no bairro Vila Camargo, mais conhecido por Vila Rica. No centro da cidade os principais pontos de alagamento foram na ponte do Hospital e na ponte da rua Stasiak, que ficaram totalmente submersas. [carece de fontes?]